# Galantis (EP)
Galantis é o EP de estreia da dupla sueca de música electrônica Galantis, lançado em 1 de abril de 2014. O álbum traz dois singles, "Smile" e "You".

## Singles
Seu primeiro single lançado pela Big Beat Records, "Smile", foi lançado em novembro e recebeu vários remixes de diversos artistas. Em fevereiro, a dupla lançou seu segundo single "You",que foi posteriormente tocada na Winter Music Conference, tornando-se a 8.ª faixa mais buscada no festival.

## Capa
"Smile" também marcou a primeira instância do "Seafox", criatura criada pelo artista visual Mat Maitland. O "Seafox" é uma espécie de mascote do Galantis, aparecendo em todos os seus vídeos, capas e até mesmo em seus shows ao vivo. A dupla também se refere a seus fãs como Seafox Nation e muitas vezes podem ser vistos usando #seafoxnation em seus sites de mídia social. Cada faixa tem uma arte que a acompanha. Essas artes foram lançadas na mesma data do álbum. A arte acompanha versões em áudio da música em seu canal no YouTube e no SoundCloud.

## Faixas
| N.º            | Título                       | Compositor(es) | Produtor(es)                            | Duração |  |
| 1.             | "Smile"                      | Christian Karlsson Linus Eklow Jimmy "Svidden" Koitzsch Yoo Jeong-yeon Jihyo Mina Myoui Son Chae-young Chou Tzu-yu Carl Lof Salem Al Fakir Vincent Pontare | Galantis                                | 4:05    |  |
| 2.             | "You"                        | Karlsson Eklow Hugo Leclercq Porter Robinson Lof Pontare                                                                                                   | Galantis Madeon Porter Robinson Pontare | 3:41    |  |
| 3.             | "Revolution"                 | Karlsson Eklow Koitzsch Henrik Jonback Jennifer Decilveo Leon Jean-Marie                                                                                   | Galantis                                | 3:49    |  |
| 4.             | "Help"                       | Karlsson Eklow Koitzsch Catherine Dennis Al Fakir Pontare                                                                                                  | Galantis                                | 4:08    |  |
| 5.             | "Friend (Hard Times)"        | Karlsson Eklow Koitzach Dennis Seinabo Sey Magnus Lidehäll                                                                                                 | Galantis                                | 4:23    |  |
| 6.             | "The Heart That I'm Hearing" | Karlsson Eklow Koitzach Jonback Decilveo | Galantis                                | 3:35    |  |
| Duração total: | Duração total:               | Duração total: | Duração total:                          | 23:41   |  |